# Voisin III
Voisin III – francuski samolot bombowy z początkowego okresu I wojny światowej.     

## Historia
Dwumiejscowy dwupłat z silnikiem gwiazdowym i śmigłem pchającym, produkowany przez francuskiego producenta Voisin, wprowadzony do użytku w 1914, wycofany ze służby czynnej przed końcem I wojny światowej.
W pierwszych latach wojny był najpopularniejszym bombowcem państw Ententy. Głównymi użytkownikami było lotnictwo Francji i Rosji. Mimo swej zasadniczej roli jako samolot bombowy, Voisin III był także wykorzystywany do zwiadu i innych zadań. 
5 października 1914 załoga tego uzbrojonego w 1 karabin maszynowy samolotu (pilot sierżant Joseph Frantz i mechanik/strzelec kapral Louis Quenault) zestrzeliła w pobliżu Jonchery-sur-Vesle niemiecki samolot rozpoznawczy Aviatik B.I (załoga pilot sierżant Wilhelm Schlichting i obserwator podporucznik Fritz von Zangen poległa). Było to pierwsze w historii zestrzelenie przeciwnika z broni palnej w walce powietrznej.